# Trausdorf an der Wulka
Trausdorf an der Wulka é um município da Áustria localizado no distrito de Eisenstadt-Umgebung, no estado de Burgenland.